# Аккудук (Аулієкольський район)
Аккуду́к (каз. Аққұдық) — село у складі Аулієкольського району Костанайської області Казахстану. Входить до складу Новоселовського сільського округу.
Населення — 183 особи (2021; 362 у 2009, 384 у 1999, 620 у 1989).